# Ürmösy Sándor
Ürmösy Sándor, Ürmössy (1815. – Kadács, 1908. június 23.) unitárius lelkész, népköltési gyűjtő, néprajzkutató Erdélyben.

## Élete
A székelykeresztúri unitárius líceumban kezdte tanulmányait, majd 1833-tól 1840-ig a Kolozsvári Unitárius Kollégium diákja volt. 1841-ben kéthónapos utazást tett a Havasalföldön (Munténia), hogy felkeresett az ott élő magyarokat és bemutassa életüket, szokásakat, feljegyezze népdalaikat, népmeséiket és népballadáikat. 1843-ban vidéken tett körutazást. Útjairól cikkeket és könyvet is publikált. A kolozsvári Hetilap munkatársa volt az 1850-es években.
Gyűjtött meséit közölte Kriza János (Vadrózsák). Kéziratos mesegyűjteménye megtalálható a Magyar Tudományos Akadémia könyvtárában.

## Munkái
1. Az elbujdosott magyarok Oláhországban. Utazás után írta. Kolozsvár, 1844. (Ism. Regélő Pesti Divatlap 48. sz., Kolozsvári Hiradó 16. sz.)
2. Egy szomorú éjszaka 1855. jún. 20. Marosvásárhely, 1855.
3. A moldvai csángó magyarok és dalaik. Hazánk s a külföld. II. évf. (1866) 207.